# Cadre-45/2-Weltmeisterschaft 1936

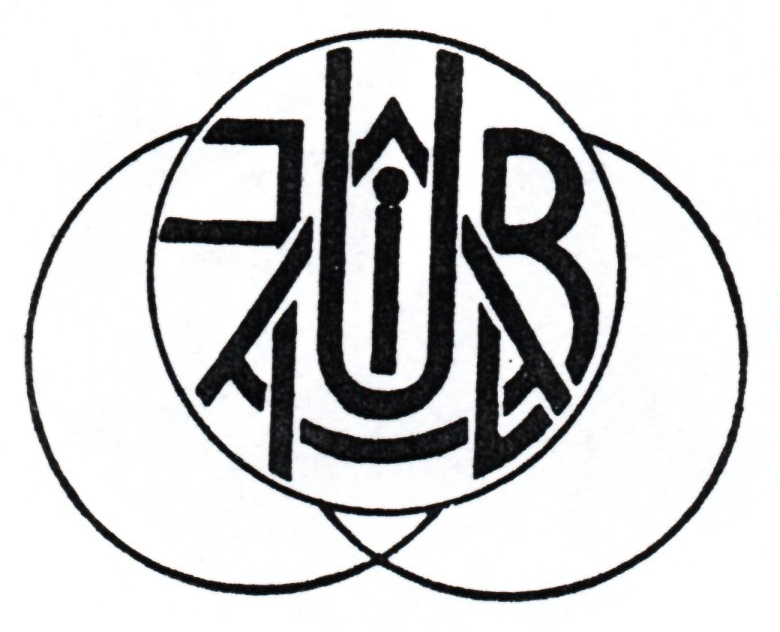
Logo UIFAB (ausrichtender Verband)

Veranstaltungsort: Barcelona

Die Cadre-45/2-Weltmeisterschaft 1936 war die 29. Weltmeisterschaft, die bis 1947 im Cadre 45/2 und ab 1948 im Cadre 47/2 ausgetragen wurde. Das Turnier fand vom 25. bis zum 30. März 1936 in Barcelona statt. Es war die erste Cadre 45/2 Weltmeisterschaft in Spanien.

## Geschichte
Das Turnier startete mit zwei Gruppen à 5 Spieler. Die jeweils Gruppenletzten schieden aus. Die Partien gegen die ausgeschiedenen Spieler wurden nicht ins Hauptturnier mitgenommen. Nach Turnierende hatten René Gabriëls Théo Moons und Jan Sweering jeweils 10:4 Matchpunkte. Nach den damaligen Statuten mussten Stichpartien über den Sieger entscheiden. Mit nur zwei Niederlagen und allen Turnierbestleistungen sicherte sich der Belgier René Gabriëls seinen ersten Cadre 45/2 Weltmeistertitel. Eine Niederlage konnte ihm der Deutsche Meister Walter Lütgehetmann mit 400:69 in 12 Aufnahmen zufügen.

## Turniermodus
Es wurde im Round Robin System bis 400 Punkte gespielt. Bei MP-Gleichstand (außer bei Punktgleichstand beim Sieger) wird in folgender Reihenfolge gewertet:
1. MP = Matchpunkte
2. GD = Generaldurchschnitt
3. HS = Höchstserie

## Abschlusstabelle
| MP    | Match Points (Sieger = 2; Unentschieden = 1; Verlierer = 0) |
| Pkte. | Erzielte Karambolagen                                       |
| Aufn. | Benötigte Versuche                                          |
| GD    | Generaldurchschnitt                                         |
| BED   | Bester Einzeldurchschnitt eines Spielers                    |
| HS    | Höchstserie                                                 |
|       | Bester GD des Turniers                                      |
|       | Bester ED des Turniers                                      |
|       | Beste HS des Turniers                                       |
|       | 1. Platz (Gold)                                             |
|       | 2. Platz (Silber)                                           |
|       | 3. Platz (Bronze)                                           |

| Platz                                        | Name                | MP   | Pkte | Aufn. | GD    | BED   | HS  |
| -------------------------------------------- | ------------------- | ---- | ---- | ----- | ----- | ----- | --- |
| 1                                            | René Gabriëls       | 10:4 | 2358 | 108   | 21,83 | 66,66 | 233 |
| 2                                            | Théo Moons          | 10:4 | 2411 | 145   | 16,62 | 26,66 | 182 |
| 3                                            | Jan Sweering        | 10:4 | 2565 | 142   | 18,06 | 26,66 | 150 |
| 4                                            | Jean Albert         | 8:6  | 2327 | 147   | 15,82 | 50,00 | 152 |
| 5                                            | Jacques Davin       | 8:6  | 2432 | 158   | 15,39 | 30,76 | 188 |
| 6                                            | Juan Cabra          | 6:8  | 1896 | 168   | 11,21 | 25,00 | 198 |
| 7                                            | Walter Lütgehetmann | 4:10 | 2129 | 164   | 12,98 | 33,33 | 168 |
| 8                                            | Juan Butrón         | 0:14 | 1422 | 135   | 10,53 | –     | 86  |
| 9                                            | Ernst Reicher       | 2:6  | 1069 | 113   | 9,46  | 20,00 | 89  |
| 10                                           | Joaquín Domingo     | 0:8  | 828  | 86    | 9,62  | –     | 71  |
| Turnierdurchschnitt: 14,71                   |                     |      |      |       |       |       |     |
| Stichpartien                                 |                     |      |      |       |       |       |     |
| 1                                            | René Gabriëls       | 4:0  | 800  | 28    | 28,57 | 40,00 | 228 |
| 2                                            | Théo Moons          | 2:2  | 731  | 32    | 22,84 | 18,18 | 78  |
| 3                                            | Jan Sweering        | 0:4  | 519  | 40    | 12,97 | –     | 110 |
| nach Stichpartien                            |                     |      |      |       |       |       |     |
| 1                                            | René Gabriëls       | 14:4 | 3158 | 136   | 23,22 | 66,66 | 233 |
| 2                                            | Théo Moons          | 12:6 | 3142 | 177   | 17,75 | 26,66 | 182 |
| 3                                            | Jan Sweering        | 10:8 | 3084 | 182   | 16,94 | 26,66 | 150 |
| Turnierdurchschnitt: 14,25 (mit Stichpartie) |                     |      |      |       |       |       |     |